# Капланка
Капланка (устар. Копланка) — река в России, протекает в Тюменской области. Устье реки находится в 143 км по левому берегу реки Тура, в посёлке Каскара. Длина реки составляет 37 км.
Система водного объекта: Тура → Тобол → Иртыш → Обь → Карское море.

## Данные водного реестра
По данным государственного водного реестра России относится к Иртышскому бассейновому округу, водохозяйственный участок реки — Тура от впадения реки Тагил и до устья, без рек Тагил, Ница и Пышма, речной подбассейн реки — Тобол. Речной бассейн реки — Иртыш.
Код объекта в государственном водном реестре — 14010502312111200007586.